# 꽃꽂이

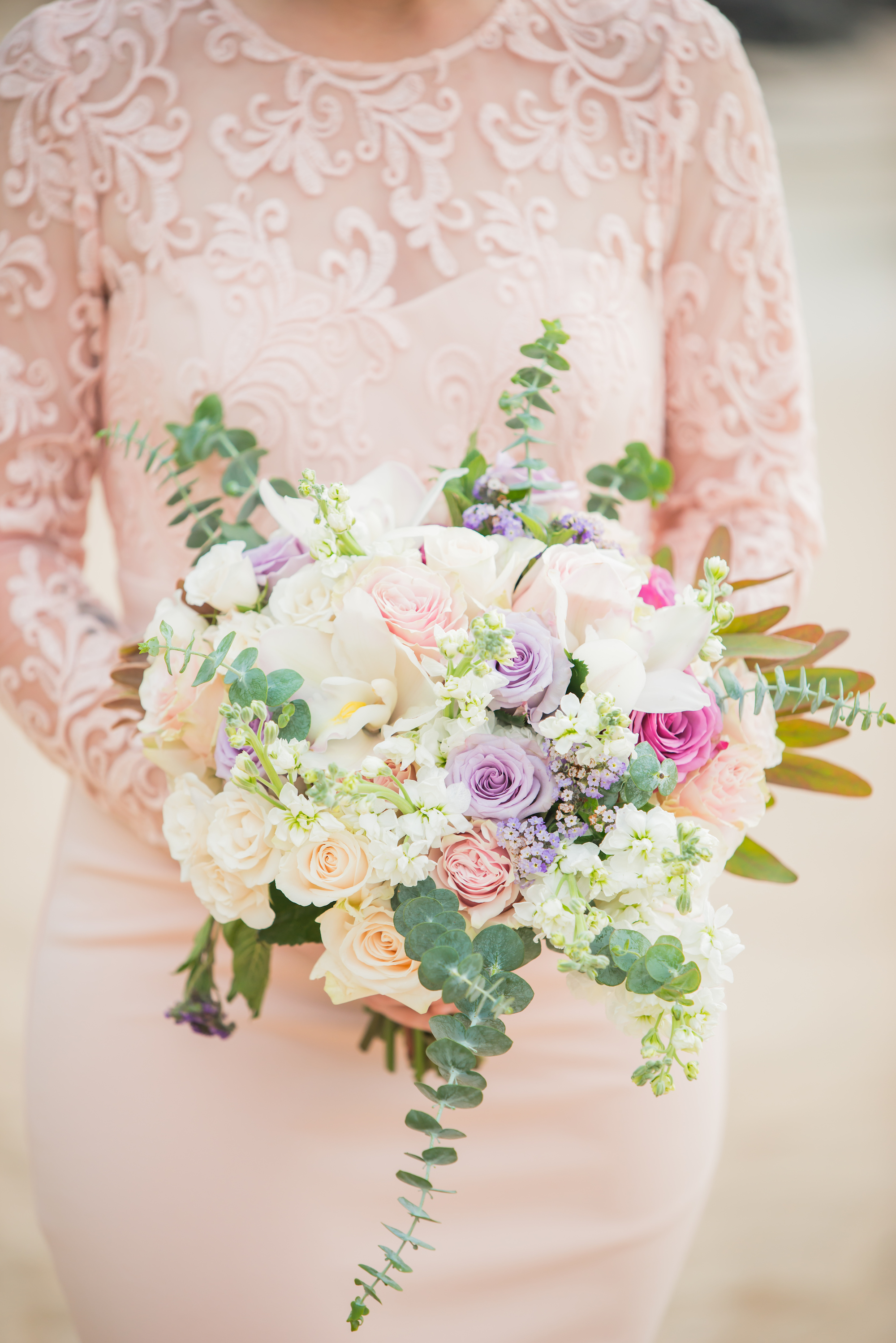
웨딩 부케

꽃꽂이는 병이나 수반(물이 담긴 접시)에 꽃을 꽂아서 장식하는 것을 말한다.
대형의 꽃꽂이는 주로 종교적인 의미 또는 행사를 목적으로 만들어진다.
생화를 사용하기도 하지만 한지나 프라스틱 등의 재료로도 만들어지기도 한다.
종교시설, 행사시설 등에 널리 쓰이고 특히 장례와 결혼에 가장 많이 사용되는 것이 일반적이다.

## 같이 보기
- 꽃장식